# Dunajská Streda
Dunajská Streda és una ciutat d'Eslovàquia. Es troba a la regió de Trnava, és capital del districte de Dunajská Streda.

## Història
La primera menció escrita de la vila es remunta al 1254.

## Demografia
| Godina             | 1994   | 2004   | 2014   | 2024   |
| ------------------ | ------ | ------ | ------ | ------ |
| Nombre de persones | 23.797 | 23.562 | 22.553 | 22.826 |
| Diferència         |        | −0,98% | −4,28% | +1,21% |

| Godina             | 2023   | 2024   |
| ------------------ | ------ | ------ |
| Nombre de persones | 22.892 | 22.826 |
| Diferència         |        | −0,28% |

## Ciutats agermanades
- Gödöllő, Hongria
- Linec, Àustria
- Subotica, Sèrbia
- Zenta, Sèrbia
- Székelyudvarhely, Romania

1. 1 2  «Počet obyvateľov podľa pohlavia - obce (ročne) [om7101rr_obce=AREAS_SK]».   Statistical Office of the Slovak Republic, 31-03-2025. [Consulta: 31 març 2025].